# کیشورگانج-۶
کیشورگانج-۶ (به لاتین: Kishoreganj-6) یک منطقهٔ مسکونی در بنگلادش است که در ناحیه کیشورگنج واقع شده‌است.